# Singônio

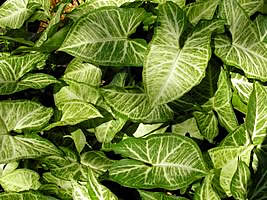
Imagem de um Singônio

Singônio (português brasileiro) ou Singónio (português europeu)
```
(
Syngonium angustatum
), é uma 
planta ornamental
 da família das 
Araceae
. Originária da Nicarágua e muito comum na vegetação do México e da América central.
```

## Sinonímia
Syngonium gracilis, Syngonium albolineatum, Nephthytis triphylla, Syngonium podophyllum